# Dagmar Wöhrl
Dagmar Gabriele Wöhrl z domu Winkler (ur. 5 maja 1954 w Stein) – niemiecka polityk (CSU), Miss Germany z roku 1977.

## Życiorys
Ukończyła prawo na Uniwersytecie w Erlangen. Od 1994 jest członkiem Bundestagu. W latach 2005–2009 była sekretarzem stanu w Ministerstwie Gospodarki i Technologii w rządzie Angeli Merkel.